# Black Swan (film)
Black Swan is een Amerikaanse psychologische horrorfilm uit 2010, geregisseerd door Darren Aronofsky met in de hoofdrollen Natalie Portman, Vincent Cassel en Mila Kunis.
Het verhaal draait om een productie van Het zwanenmeer (1877) van Pjotr Iljitsj Tsjaikovski door een balletgezelschap in New York. Visuele hallucinaties en psychosen worden – ongebruikelijk voor een balletfilm – met technieken uit het genre van de horrorfilm verbeeld.
Black Swan werd genomineerd voor vijf Oscars in onder meer de categorieën Beste film en Beste regisseur. Natalie Portman won de Oscar voor Beste actrice.

## Verhaal
Nina (Natalie Portman) is een veelbelovende balletdanseres uit New York. Haar leven heeft van kinds af aan in het teken gestaan van het streven naar een prominente rol in een grote balletopvoering. Ze is een schuchter en verlegen persoon, die naast haar ballet nauwelijks een noemenswaardig bestaan kent. Nina woont nog altijd bij haar moeder, Erica (Barbara Hershey), die zelf ooit een grote doorbraak als balletdanseres heeft moeten laten schieten om haar gezin te kunnen onderhouden en nu haar dochter richting datgene probeert te pushen wat zij nooit gehad heeft.
Choreograaf Thomas (Vincent Cassel) bereidt Nina’s balletgezelschap voor op de productie van een aangepaste versie van het beroemde Tsjaikovski-ballet Het zwanenmeer. Hiervoor is hij op zoek naar een balletdanseres die zowel de fragiele en gevoelige Witte Zwaan, als haar tweelingzus, de duistere en sensuele Zwarte Zwaan, gestalte kan geven. Nina heeft weinig moeite om de Witte Zwaan in zichzelf naar boven te halen en geeft een indrukwekkende auditie. Als het echter beurt is aan de dans van de Zwarte Zwaan, klapt ze dicht en weet ze Thomas en de jury niet te overtuigen van haar kwaliteiten.
Nina beseft dat ze de auditie verpest heeft, dus brengt ze een bezoekje aan Thomas, vlak voordat de rolverdeling bekend zal gaan maken, met de intentie om haar auditie goed te praten. Thomas legt uit dat Nina de techniek beheerst om de Witte Zwaan uit te voeren, maar te weinig passie heeft om de Zwarte Zwaan te kunnen spelen. Wanneer hij haar vervolgens tot een zoen dwingt, bijt ze hem. Thomas ziet potentie en geeft haar de rol.
Een nieuweling in het balletgezelschap, de mooie Lily (Mila Kunis), wordt Nina's vervangster. Zij blijkt alles wat Nina niet is; ze is spontaan, sociaal en sexy. Haar danstechniek is slordig, maar ze doet tenminste niet alsof, zoals Thomas tijdens een repetitie tegen Nina zegt. Lily probeert vriendschap te sluiten met Nina en doet meerdere pogingen om haar te helpen met het naar boven halen van de Zwarte Zwaan in zichzelf. Ze neemt haar mee naar een nachtclub en laat haar genieten van een leven buiten het balletgezelschap.
Naarmate de productie van Het zwanenmeer vordert, komt Nina steeds meer met zichzelf in de knoop. In haar zoektocht naar haar eigen seksualiteit begint ze haar omgeving steeds meer als een bedreiging te zien. Thomas’ kritiek jegens Nina’s Zwarte Zwaan begint met de dag toe te nemen, met als gevolg dat Nina zichzelf ervan gaat overtuigen dat Lily erop uit is om de hoofdrol van haar te stelen. Ze begint steeds aan waanvoorstellingen te lijden en werkt zichzelf beetje bij beetje richting een mentale ondergang.
Erica kijkt met benauwde ogen toe hoe haar dochter zichzelf begint te verliezen in haar rol en eist dat ze zich terugtrekt uit het stuk. Uiteraard gaat Nina hier niet mee akkoord en er ontstaat een hevige ruzie, waarna Nina zich opsluit in haar kamer. Op de dag van de première maakt ze Nina bewust niet wakker en belt ze naar het balletgezelschap om te laten weten dat Nina niet kan komen. Als Nina laat op de dag wakker wordt en hoort wat haar moeder heeft gedaan, dwingt ze haar met geweld om haar te laten gaan.
Nina arriveert laat in het theater, om vervolgens te horen te krijgen dat Thomas aan Lily heeft gevraagd of ze haar rol over wil nemen. Nina negeert deze ontwikkeling en loopt naar haar kleedkamer om zich voor te bereiden, waar ze in een gesprek met Thomas hem overtuigt dat ze de rol kan dansen. De eerste akte als Witte Zwaan verloopt goed, totdat Nina wordt afgeleid door een hallucinatie tijdens een lift. De vertolker van de Prins laat haar vallen, maar probeert de dans zo snel mogelijk weer op te pakken.
Aan het einde van de akte rent Nina gebroken haar kleedkamer in, om daar Lily aan te treffen in het kostuum van de Zwarte Zwaan. Lily vertelt Nina over haar intenties om zo meteen de Zwarte Zwaan te spelen. Nina raakt hierdoor verwikkeld in een woedeaanval en ziet Lily in haarzelf transformeren. Met haar dubbelganger gaat ze een gevecht aan. Nina duwt haar dubbelganger tegen een grote spiegel aan. De spiegel breekt en de scherven verspreiden zich over de grond. Nina grijpt een stuk van de spiegel en steekt haar dubbelganger in de maag. Beseffend wat ze heeft gedaan, ziet Nina dat ze Lily heeft gestoken.
Ze verstopt Lily’s dode lichaam in de badkamer, loopt terug naar het podium en danst de Zwarte Zwaan vol passie en sensualiteit. Het publiek gelooft niet wat het ziet en raakt volledig verzonken in Nina’s performance. Langzaam maar zeker beginnen veren uit Nina’s huid te groeien en wanneer haar armen in hun geheel veranderen in vleugels, verliest ze zichzelf volledig en transformeert ze in een zwarte zwaan. Aan het einde van de akte ontvangt Nina een staande ovatie van het publiek. Wanneer van ze van het podium afloopt wil het hele gezelschap haar feliciteren met haar performance. Nina verrast Thomas en zoent hem voordat ze terugkeert naar haar kleedkamer.
Terwijl Nina zich voorbereidt op de laatste akte, de Stervende Zwaan, klopt er iemand op de deur. Het is Lily, die haar wil feliciteren. Nina realiseert dat haar gevecht met Lily wederom een hallucinatie was, maar ziet de spiegel nog altijd in honderden scherven verspreid over de vloer. Vervolgens ziet ze bloed uit haar maag komen en beseft ze dat ze zichzelf heeft gestoken in plaats van Lily. Ze keert toch terug naar het podium, om daar opnieuw een weergaloze performance te geven als de Witte Zwaan.
Op het laatste moment van de akte, waar de Witte Zwaan zichzelf van een klip afgooit, ziet ze haar moeder, huilend van trots, in het publiek zitten. De zaal barst los in een luid applaus, terwijl Nina van het podium afvalt. Terwijl Thomas en de rest van het balletgezelschap Nina met wild enthousiasme willen feliciteren, ziet Lily dat Nina’s maag bloedt. Terwijl Nina ernstig verzwakt op het landingskussen ligt, drukt ze haar tevredenheid over haar performance uit. De film eindigt terwijl Nina in de spotlights staart en de woorden I felt it. Perfect. It was perfect fluistert, terwijl het beeld vervaagt en het publiek haar naam schreeuwt.

## Rolverdeling

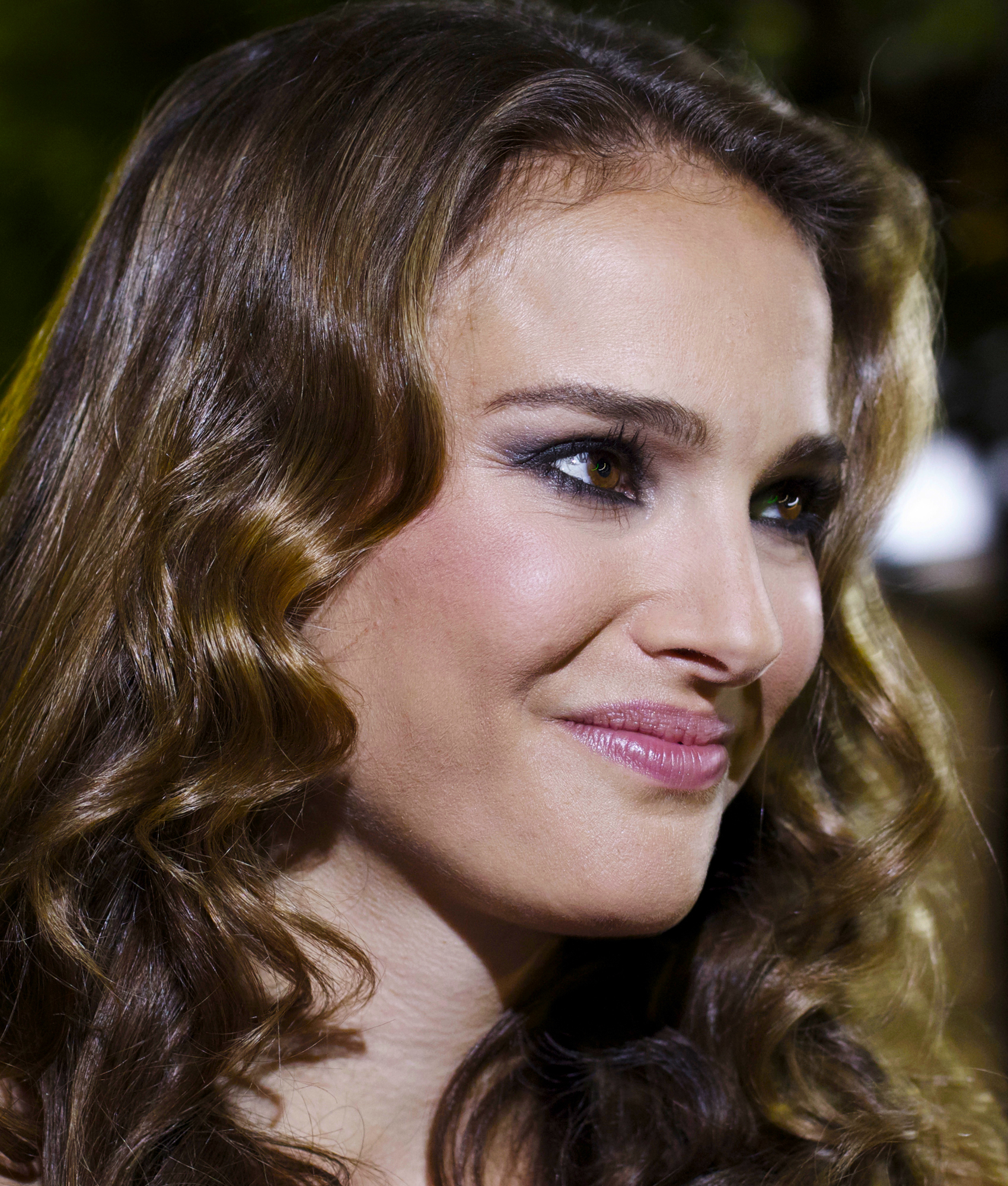
Natalie Portman op de première van Black Swan op het Internationaal filmfestival van Toronto.

- Natalie Portman als Nina Sayers/De Witte Zwaan
- Mila Kunis als Lily/De Zwarte Zwaan
- Vincent Cassel als Thomas Leroy/De Heer
- Barbara Hershey als Erica Sayers/De Koningin
- Winona Ryder als Beth MacIntyre/De Stervende Zwaan
- Benjamin Millepied als David/De Prins
- Ksenia Solo als Veronica/Kleine Zwaan
- Kristina Anapau als Galina/Kleine Zwaan
- Janet Montgomery als Madeline/Kleine Zwaan
- Sebastian Stan als Andrew/Huwelijkskandidaat
- Toby Hemingway als Tom/Huwelijkskandidaat
- Abraham Aronofsky als Abe Aronofsky

## Nominaties
Genomineerd voor de 83ste Oscaruitreiking als
- Beste film
- Beste regie: Darren Aronofsky
- Beste actrice: Natalie Portman (gewonnen)
- Beste cinematografie: Matthew Libatique
- Beste editor: Andrew Weisblum

## Trivia
- In Nederland werd op 9 januari 2012 bekend dat de filmaffiche was bekroond met de TV Krant Filmposter Award. Er waren 60.838 stemmen uitgebracht, waarvan ruim 20% (bijna 13.000) voor de affiche van Black Swan was. Het verschil met de nummer twee van dat jaar (de affiche van 127 Hours) was zo'n 3500 stemmen.